# Грондки (Мазовецьке воєводство)
Грондки (пол. Grądki) — село в Польщі, у гміні Лешно Варшавського-Західного повіту Мазовецького воєводства.
Населення — 56 осіб (2011).
У 1975-1998 роках село належало до Варшавського воєводства.

## Демографія
Демографічна структура станом на 31 березня 2011 року:
|          | Загалом | Допрацездатний вік | Працездатний вік | Постпрацездатний вік |
| -------- | ------- | ------------------ | ---------------- | -------------------- |
| Чоловіки | 27      | 7                  | 19               | 1                    |
| Жінки    | 29      | 7                  | 16               | 6                    |
| Разом    | 56      | 14                 | 35               | 7                    |